# Janne Ahonen
Janne Petteri Ahonen, finski smučarski skakalec, * 11. maj 1977, Lahti, Finska. 
Janne je eden najuspešnejših tekmovalcev smučarskih skokov vseh časov. Na tekmah za svetovni pokal tekmuje od leta 1992 in je v skupnem seštevku dosegel dve zmagi, bil še dvakrat drugi in štirikrat tretji. Vsega skupaj je dosegel 36 zmag, poleg tega je nosilec številnih medalj iz največjih tekmovanj tega športa. Za časa njegovih najboljših predstav je imel velikega tekmeca v Adamu Małyszu, še enemu velikanu skokov. Uspehov pa ni dosegal zgolj na posamičnih tekmah ampak tudi ekipno saj je v njegovih najboljših časih imela Finska ekipo številnih odličnih tekmovalcev in skupaj so osvajali številne moštvene lovorike. Zanimivo pa je da je v času Ahonenovega zatona prišlo do zatona tudi na finskem, tako enostavno taka velesila kot je nekoč nedvomno bila ni imela naslednikov, ki bi nadaljevali pot uspehov in rezultatsko so po letu 2011 finski skakalci povsem poniknili iz svetovnega vrha.

## Tekmovalna kariera

### Začetki v svetovnem pokalu, 1992-94
Na tekmah za svetovni pokal je začel z nastopi v sezoni 1992-93. Prvi nastop je opravil v nemškem Ruhpoldingu pri starosti 15 let in pol 13. decembra 1992, ko je zasedel zgolj 56. mesto. Nato je na svoji četrti tekmi se uspel uvrstiti na 23. mesto kar je bil že določen napredek. Treba pa je vedeti, da so tedaj točke delili samo prvim petnajstim, in da je moral na svoje prve še nekoliko počakati. To je dosegel proti koncu sezone v domačem Lahtiju kjer je 7. marca 1993 osvojil 11. mesto. Za ta rezultat, edini v tej prvi sezoni, je dobil pet točk in to ga je v seštevku postavilo na točno 50. mesto.

#### Mladinski prvak, 1993
V začetku marca 1993 je nastopil na mladinskem prvenstvu, ki je bilo na češkem v Harrachovu. Tam je dne 2. marca na tekmi posameznikov zmagal pred vsemi in postal prvak. Naslednjega dne je dopolnil uspeh še z zmago na ekipni tekmi in se vrnil domov z dvema zlatima medaljama.
V sezoni 1993-94 je prvič tekmoval na vseh tekmah. To je bila tudi prva sezona v kateri so podelili točke za prvo trideseterico. Začel je z dvema skromnima dosežkoma izven trideseterice, nato pa na tretji tekmi drugič v karieri prišel do točk, ko je zasedel enajsto mesto in ponovil najboljši rezultat iz prejšnje sezone. Nato je na četrti presenetil celotno skakalno srenjo in se zavihtel povsem na vrh. Svojo prvo od kasneje mnogih zmag je dosegel 19. decembra v švicarskem Engelbergu. V nadaljevanju sezone je nastopal zelo spremenljivo kot je to značilno za mlade, neizkušene tekmovalce. Tako je večkrat pristal izven mest, ki prinašajo točke, pa se po drugi strani nekajkrat uvrstil med najboljših deset. Na oder za zmagovalce se sicer ni več uvrstil, najboljši je bil enkrat četrti in dvakrat peti. Skupaj je dosegel sedem uvrstitev med deseterico in sezono končal na desetem mestu s 388 točkami.

#### 1994: drugič mladinski prvak
Konec januarja 1994 se je udeležil Svetovnega mladinskega prvenstva, ki je bil organiziran v avstrijskem Breitenwangu. Tam je 26. januarja na tekmi posameznikov zmagal in osvojil zlato medaljo. S to zmago je postal prvi v zgodovini tekmovanja, ki mu je uspelo osvojiti dva naslova mladinskega prvaka. To pa še ni bilo vse. Naslednjega dne je sodeloval na tekmi ekip in še tam pobral največjo nagrado.

### 1994-2000: med najboljšimi
V sezoni 1994-95 se je sedemnajstletni Ahonen dokončno prebil med najboljše skakalce sveta in dokazal, da rezultati iz prejšnje sezone niso bili naključje, ampak da gre za nadarjenega skakalca, ki bo v prihodnosti krojil sam svetovni vrh tega športa. Že na prvi tekmi, 10. decembra v Planici, je pristal na tretjem mestu in se drugič v karieri zavihtel na zmagovalni oder. Nadaljeval je v tem stilu in kmalu prišel do nove zmage. Svojo drugo zmago v karieri je dosegel na prestižni tekmi na novega leta dan, 1. januarja 1995 v Ga-Paju. Ta zmaga in še nekaj solidnih rezultatov so ga prvič postavili na zmagovalni oder ene najprestižnejših skakalnih prireditev, Novoletne skakalne turneje, osvojil je skupno tretje mesto. V nadaljevanju sezone mu ni več uspelo zmagati je pa bil vedno med najboljšimi. Vsega skupaj je v celi sezoni dosegel šest uvrstitev na stopničke, od tega je ena zmaga, dve drugi in tri tretja mesta. Na koncu je vse to bilo dovolj, da je tudi v skupni razvrstitvi prvič končal na zmagovalnem odru. Osvojil je 869 točk in zasedel skupno tretje mesto.
Poleg tekmovanja za svetovni pokal je nastopil tudi na prireditvi za Svetovno nordijsko prvenstvo, ki je bilo na sporedu konec sezone, marca v Thunder Bayu, Kanada. Tam je posamično tako na mali kot veliki skakalnici zasedel deveto mesto in bil s tem oddaljen od medalj. Zato pa je bil v postavi finske ekipe, ki je na ekipni tekmi osvojila prvo mesto in postala ekipni Svetovni prvak.
V sezoni 1995-96 je bil ponovno med najboljšimi vendar je rezultatsko zelo nihal. Bil je sposoben uvrstiti se med najboljše tri ali pa zgolj nekje pri repu dvajseterice ali celo trideseterice. Trikrat je celo izostal iz mest, ki prinašajo točke. Dosegel je osemnajst uvrstitev med najboljših deset, od tega šest na stopničke. Dve novi zmagi ter po dve drugi in tretji mesti so njegovi najboljši rezultati, ki so mu v skupnem seštevku sezone prinesli ponovno tretje mesto za 1054 osvojenih točk. K tem rezultatom je potrebno dodati še dve ekipni zmagi kjer je finska imela izjemno moč ne samo zaradi Ahonena ampak tudi tekmovalca kot je bil Ari-Pekka Nikkola in še nekaj drugih zelo dobrih skakalcev.
Kot osemnajstletnik je lahko začel nastopati tudi na tekmovanjih v poletih, torej na največjih napravah. In tudi tu je takoj dokazal, da sodi med najboljše. Najprej je 10. februarja 1996 zmagal prvič na letalnicah. To je bilo v avstrijskem Kulmu kjer je bila najprej tekma za svetovni pokal. Nato je naslednjega dne na istem prizorišču na tekmi za Svetovno prvenstvo v poletih osvojil drugo mesto. Tako je že na svojem prvem nastopu v tem tekmovanju osvojil srebrno medaljo.
Sezono 1996-97 je začel zelo slabo. Na prvih dveh tekmah v Lillehammerju se sploh ni uvrstil med trideseterico. Nato je dosegel tri uvrstitve med dobitnike točk, med njimi tudi eno peto mesto, toda nato zopet rezultatsko nazadoval. Vse skupaj je nekoliko popravil v novem letu 1997, ko se je sicer ponovno začel uvrščati med najboljše, toda ne na najvišja mesta. Vsega skupaj je v celi sezoni le enkrat segel na oder za zmagovalce, ko je bil drugi. Na koncu je v skupni razvrstitvi za 734 osvojenih točk pristal na osmem mestu.

#### Svetovni prvak, Trondheim 1997
Slabšo sezono v svetovnem pokalu je popravil na Svetovnem prvenstvu 1997, ki je bilo v Trondheimu. Tam je dne 22. februarja na tekmi posameznikov zmagal in postal svetovni prvak. Nato je slavil še na ekipni tekmi kjer je Finska zmagala v postavi Ahonen, Mika Antero Laitinen, Jani Soininen in Ari-Pekka Nikkola.
V sezoni 1997-98 je začel približno tako kot v prejšnji. Torej slabše na prvih tekmah, nato pa na bolje. Na peti tekmi je prišel s tretjim mestom do prvih stopničk, ki jih je vsega skupaj dosegel šestkrat. Med njimi je tudi ena, edina zmaga, ki jo je dosegel doma v Lahtiju dne 7. marca 1998. Na koncu je bil v seštevku sezone za 836 osvojenih točk uvrščen na deveto mesto.
Sezono 1998-99 je začel veliko bolje kot prejšnjo. Na prvih treh tekmah je bil vsakič na drugem mestu, nato je na četrti v Chamonixu zmagal šestič v karieri. Nato je zmagal na obeh prireditvah v češkem Harrachovu in na Novoletno turnejo prišel v odlični formi. Tam mu sicer ni uspelo zmagati na nobeni od tekem, je pa bil trikrat drugi in enkrat peti, in to je bilo dovolj za prvo skupno zmago na tej prestižni turneji. Nato je do konca sezone slavil še trikrat in tako zbral vsega skupaj šest zmag, k temu je dodal še sedem drugih mest. Na koncu je v seštevku sezone zaključil na drugem mestu, zaostal je le za nemškim asom Schmittom.
Štart v sezono 1999-00 mu tako kot že večkrat prej zopet ni uspel. Na prvih dveh tekmah v Kuopiu se ni uvrstil niti med trideseterico. Nato mu je še pred novim letom uspelo ujeti pravo formo in 12. decembra je v Beljaku na peti tekmi sezone prvič slavil. Sledili so sami vrhunski rezultati toda zmagati mu ni uspelo vse do marca, ko je v domačem Lahtiju dosegel svojo trinajsto zmago v karieri. Uspešno sezono je zaključil z drugim mestom na finalu v Planici. Vsega skupaj je v tej sezoni stal na odru za zmagovalce šestnajstkrat, od tega sta dve zmagi, osem drugih in šest tretjih mest. V skupnem seštevku sezone je pristal s 1437 točkami na končnem tretjem mestu. V razvrstitvi poletov pa je bil skupno drugi.

#### 2000: bron na poletih
14. februarja 2000 je bila v Vikersundu tekma za Svetovno prvenstvo v poletih. Tam je Ahonen priskakal do tretjega mesta in srebru iz prejšnjega tekmovanja dodal še bronasto medaljo.

### 2001-2003: za najboljšimi
Pred naslednjo sezono je nastopil na osmih posamičnih tekmah poletne Velike nagrade in slavil na petih od njih. To je bilo dovolj za skupno zmago sezone 2000-01 tega tekmovanja. Nato je v sezoni 2000-01 dosegal dobre rezultate toda ni se mu uspelo uvrstiti na najvišje mesto. Poljak Adam Małysz in Nemec Martin Schmitt sta tokrat pobrala največje nagrade. Največji Ahonenov dosežek v sezoni je bil v drugem mestu na Novoletni turneji. Vsega skupaj je dosegel štiri druga mesta in na koncu pristal na skupnem petem mestu s 686 osvojenimi točkami.
Februarja 2001 se je udeležil Svetovnega prvenstva 2001, ki je bilo na njegovem domačem terenu v Lahtiju. Tam je osvojil tri kolajne. Najprej je 19. februarja na posamični tekmi na veliki napravi zasedel tretje mesto in si s tem pridobil bronasto medaljo. Nato je 21. februarja na isti skakalnici osvojil še srebro na ekipni tekmi. Na tekmi male skakalnice je bil šele sedmi zato pa je na isti napravi osvojil še eno srebro iz ekipne tekme.
V sezoni 2001-02 je rezultatsko nazadoval. Sploh začetek je bil ponovno na nizkem nivoju. Na prvi tekmi je s 33. mestom ostal brez uvrstitve med dobitnike točk. Nadaljevanje je bilo potem počasi na bolje. Šele sredi januarja je prvič priskakal med najboljšo deseterico, ko je osvojil osmo mesto v Willingenu. V zaključeku sezone je nato odskakal bolje in s tretjim mestom v Falunu dosegel edino uvrstitev na zmagovalni oder. V skupni razvrstitvi je na koncu bil na zanj skromnem 15. mestu z vsega 356 osvojenimi točkami.
Februarja 2002 je nastopil na olimpijskih igrah, ki so bile prirejene v Salt Lake Cityu, Utah, ZDA. Tam je med posamezniki na srednji napravi zasedel četrto mesto, na večji napravi pa deveto. Nato je 18. februarja bil v postavi finske ekipe, ki je osvojila drugo mesto in srebrno kolajno. Poleg Ahonena so v ekipi bili še Matti Hautamäki, Veli-Matti Lindström in Risto Jussilainen.
V naslednji sezoni 2002-03 je svoje rezultate močno popravil. Tokrat je za razliko od prejšnjih sezon že na začetku bil med najboljšimi. Začel je v Kuusamu s tretjim in drugim mestom ter nato nadaljeval z uvrstitvami v prvi deseterici. Nato je 21. decembra v Engelbergu po dobrem letu in pol prišel do svoje nove zmage, že štirinajste v karieri. Nato je slavil v razvrstitvi Novoletne turneje in postal še drugič njen zmagovalec. V nadaljevanju sezone je svoje uvrstitve nekoliko poslabšal, tako da je na koncu v skupnem seštevku zaostal za zmagovalnim odrom. Bil je s 1016 točkami uvrščen na skupno četrto mesto.
Februarja 2003 je nastopil na Svetovnem prvenstvu, ki je bilo organizirano v italijanskem Val di Fiemmeju. Tam se mu na tekmi posameznikov ni izšlo, bil je šele na 35. mestu. Zato pa je 23. februarja na ekipni tekmi bil v postavi finske ekipe, ki je zmagala pred vsemi in osvojila zlato medaljo. Poleg Ahonena so bili v zmagovalni ekipi še Tami Kiuru, Arttu Lappi in Matti Hautamäki.

### 2004-2006: povsem na vrhu
Sezono 2003-04 je ponovno začel slabše, tako kot že nekajkrat prej. Toda tokrat je kmalu ujel vrhunsko formo in nadaljeval v izjemnem slogu. Vsega skupaj je dosegel trinajst uvrstitev na stopničke, od tega trikrat zmagal in bil še petkrat drugi ter petkrat tretji. Vse skupaj je zadostovalo za prvi osvojeni veliki kristalni globus, potem ko je s 1316 točkami imel pred drugo uvrščenim Norvežanom Ljoekelsoejem zgolj deset točk prednosti.
Februarja 2004 se je udeležil Svetovnega prvenstva v poletih, ki je bilo v slovenski Planici. Kar se tiče Ahonena je bilo tam vse v znamenju srebrne barve. Tako je najprej 21. februarja na tekmi posameznikov priletel do drugega mesta in osvojil srebrno medaljo. Naslednjega dne je bil v finski postavi, ki je na ekipni tekmi zasedla drugo mesto in tako je prišel še do ene srebrne medalje.
V naslednji sezoni, 2004-05, je za razliko od prejšnjih let začel na najboljši možen način. Najprej je dobil uvodne štiri tekme in bil nato na peti drugi. Nato je nadaljeval v šampijonskem slogu saj je dobil po vrsti naslednjih šest tekem, med njimi prve tri na Novoletni turneji. Na četrti, zadnji, je bil drugi in se veselil svoje tretje skupne zmage na tej prestižni turneji. V nadaljevanju sezone je nekoliko popustil, sicer osvojil še dve tekmi, na ostalih pa ni več osvajal najvišjih mest. Vsega skupaj je dosegel izjemnih dvanajst zmag, in bil še trikrat drugi, torej petnajst uvrstitev na zmagovalni oder. Na koncu je v skupnem seštevku sezone prepričljivo zmagal s 1715 osvojenimi točkami in osvojil svoj drugi kristalni globus.
Nastopil je tudi na Svetovnem prvenstvu 2005, ki je bilo februarja v nemškem Oberstdorfu. Tam je 19. februarja na posamični tekmi na srednji napravi zasedel tretje mesto in osvojil bronasto medaljo. Zaostal je za drugo uvrščenim Jando in prvakom Benkovičem. Nato je 25. februarja na večji napravi zmagal pred vsemi in postal Svetovni prvak. Za konec je naslednjega dne osvojil še srebro na ekipni tekmi in tako odnesel domov celoten komplet kolajn.
V sezoni 2005-06 je tekmovanje začel z dvema drugima mestoma v Kuusamu in nadaljeval do konca sezone z dobrimi rezultati. Z dvema zmagama, enim drugim in enim šestim mestom je še četrtič dobil Novoletno turnejo, le da tokrat skupaj s Čehom Jakubom Jando, s katerim sta imela povsem enako število točk. Razočaral je le v domačem Lahtiju kjer je bil šele dvajseti in na naslednji v Lillehammerju z 25. mestom. Vsega skupaj je dosegel devet uvrstitev na stopničke, od tega sta dve zmagi, pet drugih in dve tretji mesti. V skupni razvrstitvi sezone je bil s 1024 točkami uvrščen na drugo mesto, zaostal je le za Jakubom Jando.
Na Svetovnem prvenstvu v poletih leta 2006 je na tekmi posameznikov zasedel osmo mesto in ostal brez medalje. Zato pa jo je osvojil na tekmi ekip. 15. januarja 2006 je bil v finski postavi, ki je bila druga in osvojila srebrno medaljo.
Februarja 2006 je nastopil na svojih tretjih Zimskih olimpijskih igrah, ki so bile v Torinu. Na skakalnih tekmah posameznikov se mu je tudi tokrat izmuznila kolajna, bil je šesti in deveti. Je pa zato jo osvojil s finsko ekipo, ki je na moštveni tekmi zasedla drugo mesto. V ekipi so poleg Ahonena bili še Tami Kiuru, Janne Happonen in Matti Hautamäki.

### 2007-08
V sezoni 2006-07 je rezultatsko nazadoval. Predvsem se mu prvič po trinajstih letih ni uspelo uvrstiti se na oder za zmagovalce. Najboljši rezultat je bil eno četrto mesto, med prvo deseterico pa se je uvrstil trinajstkrat. Na koncu je v skupnem seštevku zasedel osmo mesto s 539 osvojenimi točkami.
V sezoni 2007-08 se je rezultatsko zopet popravil. Začel je s solidnimi uvrstitvami med prvo deseterico nato pa v Beljaku z drugi in tretjim mestom ponovno dosegel zmagovalni oder. Na Novoletni turneji je začel s tretjim mestom na prvi tekmi, nato na drugi bil takoj za zmagovalcem, nakar je na zadnjih dveh, obe sta bili v Bischofshofnu, obakrat zmagal. S tem mu je uspelo turnejo osvojiti še petič in tako je prehitel Nemca Jensa Weissfloga, ki je bil najboljši štirikrat. V nadaljevanju sezone je dosegel še dve zmagi, druga od teh je bila njegova šestintrideseta, zadnja. To je dosegel 4. marca 2008 doma na finskem v Kuopiju. Vsega skupaj je v tej sezoni dosegel devet uvrstitev na oder za zmagovalce, od tega štiri zmage in tri druga ter dve tretji mesti. Na koncu je v skupnem seštevku zasedel tretje mesto s 1291 točkami.
Februarja 2008 je nastopil na Svetovnem prvenstvu v poletih in tam osvojil svoji zadnji kolajni. Najprej je 23. februarja na tekmi posameznikov zasedel tretje mesto in osvojil bronasto medaljo. Nato je naslednji dan bil v finski postavi, ki je zasedla drugo mesto ter osvojila srebrno medaljo. V postavi so bili Janne Happonen, Harri Olli, Matti Hautamäki in Ahonen.
Po skupnem tretjem mestu v zadnji sezoni se je Ahonen odločil umakniti se iz smučarskih skokov. Vendar ni zdržal dolgo...

### 2009: prva vrnitev
Po enoletni pavzi, v sezoni 2008-09 ni nastopal, se je vrnil med nastopajoče. Ni naključje, da se je vrnil ravno za olimpijsko sezono 2009-10 saj mu v vitrini manjka ravno ena največjih nagrad, zlata olimpijska medalja. Skakalno sezono je začel slabo, na domači tekmi v Kusamu je bil šele na 34. mestu. Nato mu je sicer uspelo rezultate popraviti, prišel je do mest v prvi deseterici, toda na najvišje mesto se mu ni več uspelo zavihteti. Najboljši rezultati so bili dve drugi in eno tretje mesto, na Novoletni turneji pa je zasedel skupno drugo mesto in to je bil njegov vrhunec sezone. Na koncu je v skupnem seštevku zasedel enajsto mesto s 494 osvojenimi točkami.
Na največji prireditvi sezone, na skokih za Olimpijske igre 2010, je ostal povsem praznih rok. Najbližje medaljam je bil s četrtim mestom na posamični tekmi na srednji napravi. Na večji napravi se mu je nastop povsem ponesrečil in je bil šele enaintrideseti. Na ekipni tekmi pa ni nastopil, ker ga sploh ni bilo v finski postavi. 
Ahonen je nato vztrajal z nastopi še v naslednji sezoni, to je bila sezona 2010-11. V kateri pa pri starosti 33 let ni več dosegal nekdanjih uspehov. V celi sezoni mu je z enim petim mestom uspelo edinkrat se uvrstiti med najboljših deset. Drugače se je uvrščal dokaj spremenljivo, večkrat je bil med dobitniki točk, nekajkrat pa niti to ne. Tako je sezono končal na zanj skromnem 44. mestu z vsega 74 točkami.
Po tej neuspešni sezoni se je drugič umaknil in prekinil aktivno kariero. Toda tudi tokrat ne dokončno...

### 2013: druga vrnitev
Leta 2013 se je po dveletni odsotnosti ponovno vrnil med nastopajoče. In to ponovno za olimpijsko sezono 2013-14 z namenom, da zopet poizkusi priti do posamične medalje na tej največji prireditvi. Toda tudi tokrat doseženi rezultati niso bili na nekdanji ravni. Največ kar je dosegel sta bili dve uvrstitvi med deseterico za po eno peto in deveto mesto. Na preostalih tekmah ni bil konkurenčen najboljšim in je sezono zaključil na skupno 31. mestu s 176 osvojenimi točkami.
V starosti 36 let je nastopil na olimpijski skakalni prireditvi leta 2014 kjer pa je bil daleč od želja. Na tekmi posameznikov je bil najprej na srednji napravi zgolj na 29. mestu. Nato je na večji napravi zasedel 22. mesto in želja po posamični medalji je ostala neizpolnjena. Nastopil je tudi na tekmi ekip kjer pa je Finska postava zasedla šele osmo mesto in dokazala kako so se časi za Fince spremenili, potem ko so bili še nekaj let nazaj vedno med najboljšimi. 
Navkljub slabim rezultatom in neizpolnjenim olimpijskim željam pa Ahonen ni odnehal in je nadaljeval z nastopi tudi v sezono 2014-15. V njej se je v najboljših primerih uvrščal na rep trideseterice, do točk je prišel samo petkrat, najboljši rezultat pa je eno 23. mesto. Vsega skupaj je zbral 29 točk in se uvrstil na skupno 58. mesto.
Nadaljeval je tudi v sezoni 2015-16. Tokrat je nastopil na samo treh tekmah, se na nobeni uvrstil niti blizu dobitnikom točk in sredi sezone zaključil z nastopi. Zaradi slabih rezultatov se sploh ni uvrstil na lestvico v skupnem seštevku. 
Leta 2016 je v starosti 39 let zmagal na finskem državnem prvenstvu.
Za seboj ima 21 sezon tekmovanja v smučarskih skokih. V tem času je poleg dveh kristalnih globusov zbral še dve drugi in štiri tretja skupna mesta. V svetovnem pokalu je zmagal šestintridesetkrat in je med največjimi zmagovalci, več zmag imajo le Adam Małysz s 39, Matti Nykänen s 46 in kasneje ga je prehitel še Gregor Schlierenzauer, ki ima 53 zmag. Poleg tega ima kar 19 medalj iz največjih tekmovanj, od tega je pet zlatih iz svetovnih prvenstev, tri moštvene in dve posamični. Manjka mu le olimpijska posamična, ima dve srebrni iz ekipnih tekem. K vsemu temu je treba prišteti še dve zlati medalji iz mladinskega tekmovanja. 
Njegov osebni rekord je 233.5 m, dosežen v Planici, leta 2005. Sicer je skočil tudi do 240 metrske znamke, kar bi bil svetovni rekord, a je pri tem padel in dosežek ni obveljal.

## Dosežki v svetovnem pokalu

### Naslovi
| Sezona  | Naslov                  |
| ------- | ----------------------- |
| 2003–04 | Veliki kristalni globus |
| 2004–05 | Veliki kristalni globus |
| 2004–05 | Novoletna turneja       |

### Uvrstitve po sezonah
| Sezona  | Skupno | Poleti | Pokal JP | Novoletna | Nordijska |
| ------- | ------ | ------ | -------- | --------- | --------- |
| 1992-93 | 50.    | –      | N/A      | 46.       | N/A       |
| 1993-94 | 10.    | 12.    | N/A      | 16.       | N/A       |
| 1994-95 | 3      | 5.     | N/A      | 3         | N/A       |
| 1995-96 | 3      | 2      | 5.       | 6.        | N/A       |
| 1996-97 | 8.     | 7.     | 9.       | 18.       | 4.        |
| 1997-98 | 9.     | 11.    | 8.       | 3         | 9.        |
| 1998-99 | 2      | 6.     | 1        | 1         | 15.       |
| 1999-00 | 3      | 2      | 3        | 2         | 1         |
| 2000-01 | 5.     | 6.     | N/A      | 2         | 36.       |
| 2001-02 | 15.    | N/A    | N/A      | 2.6       | 6.        |
| 2002-03 | 4.     | N/A    | N/A      | 1         | 13.       |
| 2003-04 | 1      | N/A    | N/A      | 5.        | 4.        |
| 2004-05 | 1      | N/A    | N/A      | 1         | 5.        |
| 2005-06 | 2      | N/A    | N/A      | 1         | 24.       |
| 2006-07 | 8.     | N/A    | N/A      | 8.        | 4.        |
| 2007-08 | 3      | N/A    | N/A      | 1         | 4.        |
| 2009-10 | 11.    | 10.    | N/A      | 2         | 51.       |
| 2010-11 | 44.    | –      | N/A      | 24.       | N/A       |
| 2013-14 | 31.    | –      | N/A      | 23.       | N/A       |
| 2014-15 | 58.    | 46.    | N/A      | –         | N/A       |
| 2015-16 | -      | -      | N/A      | –         | N/A       |
| 2016-17 | 47.    | 25.    | N/A      | –         | N/A       |

### Uvrstitve na stopničke po sezonah
| Sezona  | 1  | 2  | 3  | Skupaj |
| 1992-93 | -  | -  | -  | -      |
| 1993-94 | 1  | -  | -  | 1      |
| 1994-95 | 1  | 2  | 3  | 6      |
| 1995-96 | 2  | 2  | 2  | 6      |
| 1996-97 | -  | 1  | -  | 1      |
| 1997-98 | 1  | 1  | 4  | 6      |
| 1998-99 | 6  | 7  | -  | 13     |
| 1999-00 | 2  | 8  | 6  | 16     |
| 2000-01 | -  | 4  | -  | 4      |
| 2001-02 | -  | -  | 1  | 1      |
| 2002-03 | 2  | 1  | 2  | 5      |
| 2003-04 | 3  | 5  | 5  | 13     |
| 2004-05 | 12 | 3  | -  | 15     |
| 2005-06 | 2  | 5  | 2  | 9      |
| 2006-07 | -  | -  | -  | -      |
| 2007-08 | 4  | 3  | 2  | 9      |
| 2009-10 | -  | 2  | 1  | 3      |
| 2010-11 | -  | -  | -  | -      |
| 2013-14 | -  | -  | -  | -      |
| 2014-15 | -  | -  | -  | -      |
| 2015-16 | -  | -  | -  | -      |
| 2016-17 | -  | -  | -  | -      |
| Skupaj  | 36 | 44 | 28 | 108    |

### Zmage (36)
| Št. | Sezona  | Datum             | Prizorišče               | Skakalnica                               | Velikost  |
| --- | ------- | ----------------- | ------------------------ | ---------------------------------------- | --------- |
| 1.  | 1993-94 | 19. december 1993 | Engelberg                | Gross-Titlis-Schanze K120                | Velika    |
| 2.  | 1994-95 | 1. januar 1995    | Garmisch-Partenkirchen   | Große Olympiaschanze K107                | Velika    |
| 3.  | 1995-96 | 3. december 1995  | Lillehammer              | Lysgårdsbakken K120                      | Velika    |
| 4.  | 1995-96 | 10. februar 1996  | Tauplitz/Bad Mitterndorf | Kulm K185                                | Letalnica |
| 5.  | 1997-98 | 7. marec 1998     | Lahti                    | Salpausselkä K114                        | Velika    |
| 6.  | 1998-99 | 6. december 1998  | Chamonix                 | Le Mont K95                              | Srednja   |
| 7.  | 1998-99 | 19. december 1998 | Harrachov                | Čerťák K120                              | Velika    |
| 8.  | 1998-99 | 20. december 1998 | Harrachov                | Čerťák K120                              | Velika    |
| 9.  | 1998-99 | 9. januar 1999    | Engelberg                | Gross-Titlis-Schanze K120                | Velika    |
| 10. | 1998-99 | 17. januar 1999   | Zakopane                 | Wielka Krokiew K116                      | Velika    |
| 11. | 1998-99 | 7. februar 1999   | Harrachov                | Čerťák K120                              | Velika    |
| 12. | 1999-00 | 12. december 1999 | Villach                  | Villacher Alpenarena K90 (nočna)         | Srednja   |
| 13. | 1999-00 | 4. marec 2000     | Lahti                    | Salpausselkä K90 (nočna)                 | Srednja   |
| 14. | 2002-03 | 21. december 2002 | Engelberg                | Gross-Titlis-Schanze K125                | Velika    |
| 15. | 2002-03 | 4. januar 2003    | Innsbruck                | Bergiselschanze K120                     | Velika    |
| 16. | 2002-03 | 10. januar 2004   | Liberec                  | Ještěd A K120                            | Velika    |
| 17. | 2002-03 | 11. januar 2004   | Liberec                  | Ještěd A K120                            | Velika    |
| 18. | 2002-03 | 14. februar 2004  | Willingen                | Mühlenkopfschanze K130                   | Velika    |
| 19. | 2004-05 | 27. november 2004 | Kuusamo                  | Rukatunturi HS142 (nočna)                | Velika    |
| 20. | 2004-05 | 28. november 2004 | Kuusamo                  | Rukatunturi HS142                        | Velika    |
| 21. | 2004-05 | 4. december 2004  | Trondheim                | Granåsen HS131 (nočna)                   | Velika    |
| 22. | 2004-05 | 5. december 2004  | Trondheim                | Granåsen HS131                           | Velika    |
| 23. | 2004-05 | 12. december 2004 | Harrachov                | Čerťák HS142                             | Velika    |
| 24. | 2004-05 | 18. december 2004 | Engelberg                | Gross-Titlis-Schanze HS137               | Velika    |
| 25. | 2004-05 | 19. december 2004 | Engelberg                | Gross-Titlis-Schanze HS137               | Velika    |
| 26. | 2004-05 | 29. december 2004 | Oberstdorf               | Schattenbergschanze HS137 (nočna)        | Velika    |
| 27. | 2004-05 | 1. januar 2005    | Garmisch-Partenkirchen   | Große Olympiaschanze HS125               | Velika    |
| 28. | 2004-05 | 3. januar 2005    | Innsbruck                | Bergiselschanze HS130                    | Velika    |
| 29. | 2004-05 | 9. januar 2005    | Willingen                | Mühlenkopfschanze HS145                  | Velika    |
| 30. | 2004-05 | 22. januar 2005   | Titisee-Neustadt         | Hochfirstschanze HS142                   | Velika    |
| 31. | 2005-06 | 29. december 2005 | Oberstdorf               | Schattenbergschanze HS137 (nočna)        | Velika    |
| 32. | 2005-06 | 6. januar 2006    | Bischofshofen            | Paul-Ausserleitner-Schanze HS140 (nočna) | Velika    |
| 33. | 2007-08 | 5. januar 2008    | Bischofshofen            | Paul-Ausserleitner-Schanze HS140         | Velika    |
| 34. | 2007-08 | 6. januar 2008    | Bischofshofen            | Paul-Ausserleitner-Schanze HS140 (nočna) | Velika    |
| 35. | 2007-08 | 20. januar 2008   | Harrachov                | Čerťák HS205                             | Letalnica |
| 36. | 2007-08 | 4. marec 2008     | Kuopio                   | Puijo HS127 (nočna)                      | Velika    |